# 587 Hypsipyle
Hypsipyle (asteroide 587) é um asteroide da cintura principal, a 1,9437276 UA. Possui uma excentricidade de 0,1675761 e um período orbital de 1 303,25 dias (3,57 anos).
Hypsipyle tem uma velocidade orbital média de 19,49159208 km/s e uma inclinação de 24,99852º.
Esse asteroide foi descoberto em 22 de Fevereiro de 1906 por Max Wolf.